# Daewoo Damas
Daewoo Damas — микровэн южнокорейской компании GM Daewoo. Выпускается с 1991 года и является почти полной копией кузова Suzuki Every образца 1985 года. На данный момент производится второе поколение 7/5 местного микроавтобуса. На некоторых рынках Daewoo Damas известен как Daewoo Attivo, а после приобретения Daewoo концерном GM автомобиль также стали продавать как Chevrolet CMV.
Damas оснащаются двигателем объёмом 0,8 л мощностью в 38 л.с и механической КПП. В качестве заказного оснащения предлагается кондиционер. Сидения в салоне расположены друг за другом в три ряда по схеме: 2+3+2. Грузоподъёмность - 560 килограмм. Так же выпускается мини-грузовик Labo. Коробка передач — пятиступенчатая механическая. Силовой агрегат расположен продольно, под полом в передней части кузова, привод — на задние колеса.
Первоначально Daewoo Damas предназначался только для внутреннего рынка, но интерес к нему возник и в других государствах. С марта 1996 года Daewoo Damas выпускался на заводе Уздэуавто в городе Асака, Андижанской области в Узбекистане. С февраля 2006 года производится модернизированная версия автомобиля, который стал более мощным и комфортабельным. Изменения в основном коснулись передней части автомобиля - свес увеличен на 26,5 см, исходя из соображений безопасности сидящих спереди пассажиров. Также замене подверглись задние фонари, бампер и зеркала заднего вида, на боковинах появились фирменные наклейки.

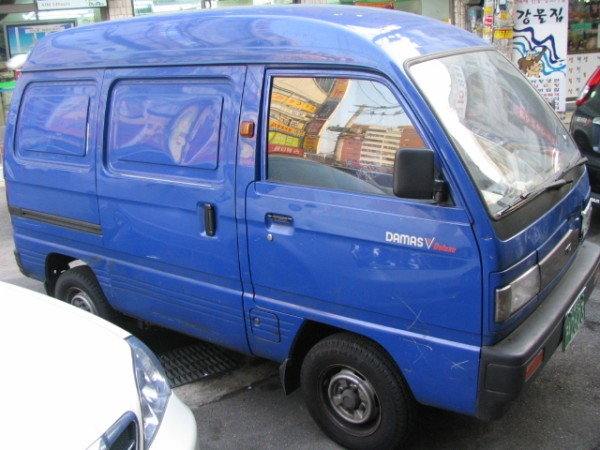
Daewoo Damas

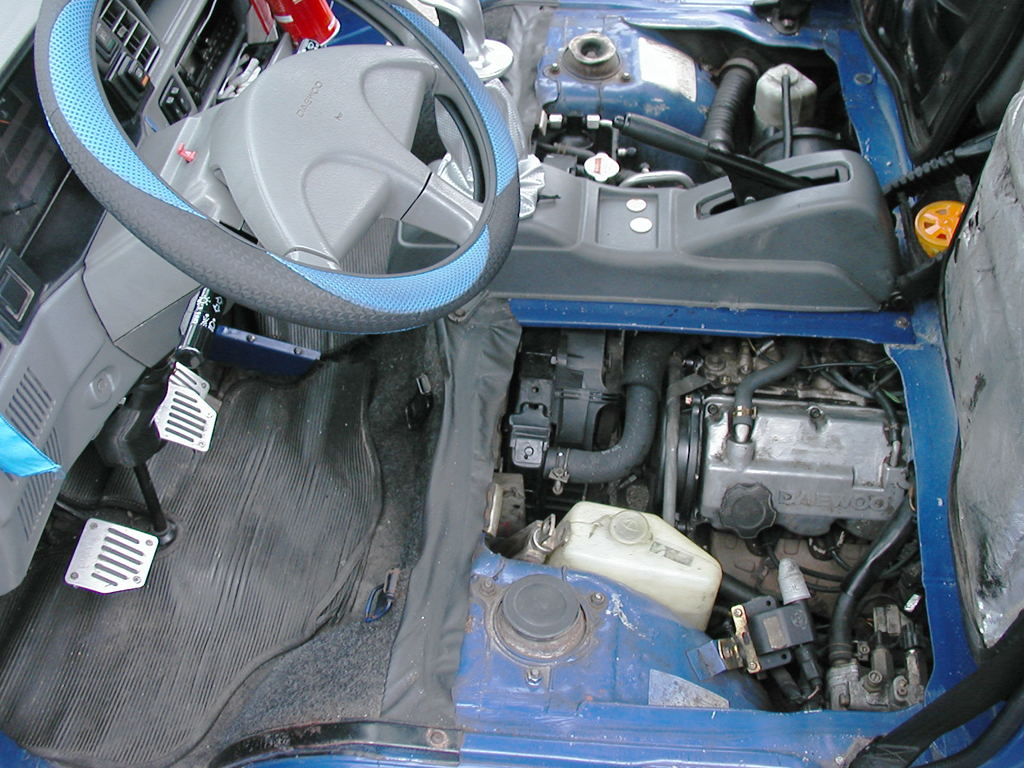
Daewoo Damas

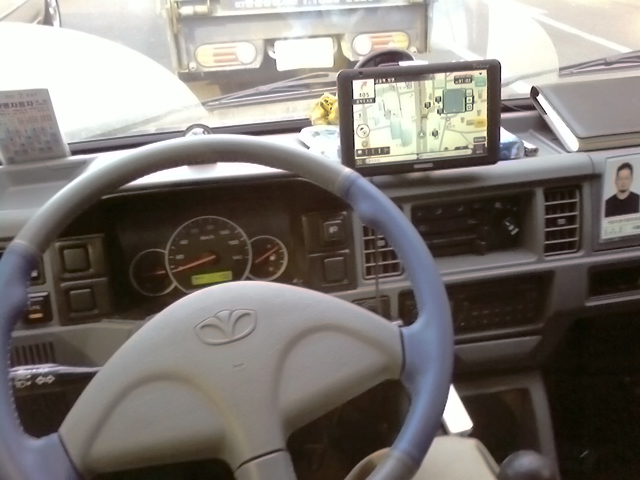
Интерьер Daewoo Damas 2010 г.

Автомобиль производится в двух модификациях: пассажирский с компоновкой сидений в три ряда по формуле 2+3+3, и грузовой двухместный с кузовом фургон грузоподъемностью 560 кг. С начала 2014 года производство перенесено на новый завод АО GM Uzbekistan – "Хорезм Авто" в городе Питнак, Хорезмская область, Республика Узбекистан. Производство ориентированно как на внутренний рынок Республики Узбекистана, так и на экспорт.